# Crataegus rhodella
Crataegus rhodella är en rosväxtart som beskrevs av William Willard Ashe. Crataegus rhodella ingår i Hagtornssläktet som ingår i familjen rosväxter. Inga underarter finns listade i Catalogue of Life.